# Cynthia Barboza
Cynthia Jane Barboza (Long Beach, 2 luglio 1987) è un'ex pallavolista statunitense.
Giocava nel ruolo di schiacciatrice.

## Carriera
La carriera di Cynthia Barboza inizia nel 2002, quando a quindici anni vince la medaglia d'oro al Campionato nordamericano Under-18 e la medaglia d'argento al campionato nordamericano Under-20. Nel 2003 fa il suo esordio in nazionale maggiore a soli sedici anni, vincendo la medaglia di bronzo ai Giochi panamericani. Nel 2004 viene convoca anche per la Coppa panamericana, dove vince la medaglia d'argento e per il World Grand Prix, dove vince la medaglia di bronzo.
Terminato il liceo, va a giocare nella Stanford University nella NCAA Division I. Durante la sua prima stagione viene frenata da un infortunio. Nel 2006 giunge fino in finale, ma viene sconfitta dalla University of Nebraska-Lincoln. Nonostante la sconfitta, viene inserita nell'All-Tournament Team della final four. Nel 2007 disputa la sua seconda finale, ma perde contro Penn State University. Con la nazionale, nello stesso anno, vince il bronzo ai Giochi panamericani. Nel 2008 gioca la sua terza finale, ancora una volta contro Penn State, ma viene sconfitta ancora. Al termine della manifestazione viene inserita nell'All-Tournament Team della final four.
Al termine dell'università si trasferisce in Giappone alle Toray Arrows, dove gioca e vince il suo primo campionato da professionista nella stagione 2009-10. Durante l'estate del 2010 vince la medaglia d'argento al Montreux Volley Masters, la medaglia di bronzo alla Coppa panamericana e quella d'oro al World Grand Prix.
Per la stagione 2010-11 viene ingaggiata dalla Ženskij volejbol'nyj klub Dinamo Krasnodar; con la nazionale vince l'argento alla Coppa del Mondo. Nella stagione successiva passa alla squadra italiana di Serie A1 dell'Universal Volley Femminile Modena; con la nazionale vince la medaglia d'oro al World Grand Prix. Nella stagione 2012-13 torna a giocare nella Superliga russa per il Volejbol'nyj klub Ufimočka, squadra che lascia dopo pochi mesi, decidendo quindi di ritirarsi.

## Palmarès

### Club
- Campionato giapponese: 1

2009-10
- / V.League Top Match: 1

2010

### Nazionale (competizioni minori)
- Campionato nordamericano under 18 2002
- Campionato nordamericano under 20 2002
- Giochi panamericani 2003
- Coppa panamericana 2004
- Giochi panamericani 2007
- Final Four Cup 2009
- Montreux Volley Masters 2010
- Coppa panamericana 2010
- Giochi panamericani 2011

### Premi individuali
- 2006 - All-America First Team
- 2006 - NCAA Division I: National All-Tournament Team
- 2007 - All-America First Team
- 2008 - All-America First Team
- 2008 - NCAA Division I: National All-Tournament Team
- 2009 - Qualificazioni nordamericane al campionato mondiale 2010: MVP
- 2009 - Qualificazioni nordamericane al campionato mondiale 2010: Miglior attaccante